# 晋小梅
晋小梅（1983年1月1日—），出生于山东潍坊，中国足球运动员，中国国家女子足球队成员，曾参加2004年夏季奥运会女子足球比赛，最终队伍获得第九名。

## 外部連結
- 晋小梅在国际奥林匹克委员会的资料
- profile （页面存档备份，存于）